# Piotr Skurski
Piotr Stanisław Skurski (ur. 25 sierpnia 1969 w Gdańsku) – polski chemik specjalizujący się w chemii kwantowej i fizycznej, profesor nauk chemicznych, profesor zwyczajny Wydziału Chemii Uniwersytetu Gdańskiego, kierownik Katedry Chemii Teoretycznej i Pracowni Chemii Kwantowej na tym wydziale, a także Professor of Chemistry w Henry Eyring Center for Theoretical Chemistry na Uniwersytecie Utah w Stanach Zjednoczonych. W latach 2011–2016 członek Komitetu Chemii Polskiej Akademii Nauk.

## Biografia naukowa
Absolwent II Liceum Ogólnokształcącego w Gdańsku. Podjął studia na kierunku chemii na ówczesnym Wydziale Matematyki, Fizyki i Chemii (w międzyczasie przekształconym w wydzielony Wydział Chemii) Uniwersytetu Gdańskiego, które w 1993 ukończył z pierwszą lokatą, uzyskując tytuł zawodowy magistra. Po czteromiesięcznym stażu, odbytym w Pracowni Chemii Kwantowej na Wydziale Chemii Uniwersytetu Warszawskiego w zespole prof. Lucjana Pieli, został zatrudniony na stanowisku asystenta w swojej jednostce macierzystej. W roku 1997 zdobył stopień naukowy doktora za obronę pracy pt. Struktura elektronowa nieklasycznych stanów anionowych ze szczególnym uwzględnieniem układów związanych dipolowo oraz anionów posiadających związane stany wzbudzone, napisanej pod kierunkiem prof. dr. hab. Macieja Gutowskiego z Pacific Northwest National Laboratory (Richland, USA), za którą otrzymał nagrodę Gdańskiego Towarzystwa Naukowego. W roku następnym (1998) został zatrudniony jako adiunkt w Katedrze Chemii Fizycznej Wydziału Chemii UG.
Jako doktor Piotr Skurski w 1998 roku wyjechał na staż do Uniwersytetu Utah w Salt Lake City (Utah, USA), który odbył w grupie prof. Jacka Simonsa, gdzie przebywał (z przerwami) aż do roku 2001. W tymże roku otrzymał tam stanowisko Associate Professor of Chemistry w Henry Eyring Center for Theoretical Chemistry, instytucie badawczym Uniwersytetu Utah. W międzyczasie zakończył prace nad habilitacją, opartą na rozprawie pt. Struktura elektronowa jednokrotnie i dwukrotnie naładowanych anionów molekularnych tworzonych przez polarne cząsteczki obojętne. Wydział Chemii Uniwersytetu Gdańskiego postanowił o nadaniu mu stopnia doktora habilitowanego nauk chemicznych. Został również laureatem stypendium indywidualnego Quantum Theory Project Uniwersytetu Florydy. W 2002 roku został awansowany na stanowisko kierownika Zakładu Chemii Kwantowej (przemianowanego w międzyczasie na Pracownię Chemii Kwantowej), zajmującego się m.in. wykorzystaniem metod nieempirycznych (ab initio) do badania niewielkich układów molekularnych. Jednocześnie kontynuował współpracę z ośrodkiem badawczym w Salt Lake City, która zaowocowała szeregiem wspólnych projektów z grupą prof. Simonsa.
Postanowieniem Prezydenta RP Aleksandra Kwaśniewskiego z dnia 17 listopada 2005 roku nadano mu tytuł profesora, co uczyniło go najmłodszym posiadaczem tego tytułu na UG. W tym samym roku został awansowany na stanowisko profesora nadzwyczajnego Wydziału Chemii UG, dwa lata później (2007) - na stanowisko profesora zwyczajnego, natomiast w roku 2006 otrzymał zatrudnienie na Uniwersytecie Utah jako Full Professor of Chemistry. Od roku 2009 jest również profesorem Wydziału Fizyki Technicznej i Matematyki Stosowanej na Politechnice Gdańskiej.
W latach 2011–2016 był członkiem Komitetu Chemii Polskiej Akademii Nauk. Poczynając od roku 2016, objął kierownictwo nad Katedrą Chemii Teoretycznej na Wydziale Chemii UG. W tym samym roku został wybrany na senatora uczelni. Piotr Skurski wypromował łącznie siedmiu doktorów, spośród czego trzy osoby uzyskały stypendia Fundacji na rzecz Nauki Polskiej, a prace trzech osób zostały uznane za najlepsze na Wydziale Chemii UG.

## Zainteresowania badawcze
W latach dziewięćdziesiątych zajmował się głównie badaniem struktury elektronowej niewalencyjnie związanych anionów molekularnych ze szczególnym uwzględnieniem anionów związanych multipolowo (dipolowo, kwadrupolowo i oktupolowo), stanów anionowych związanych dyspersyjnie i układów solwatujących elektrony. W ramach badań nad wiązaniem elektronu przez potencjał dipolowy zaprojektował (wraz z Maciejem Gutowskim i Jackiem Simonsem) molekuły tworzące stabilne dianiony związane dipolowo, bi-dipolowo oraz mieszane dianiony walencyjno-dipolowe. Określił również warunki krytyczne wiązania dwóch elektronów przez nierotujący dipol skończony (ang. fixed finite dipole). W pierwszej dekadzie XXI w. prowadził badania nad stabilizowaniem rezonansowych stanów anionowych w pułapkach molekularnych, trwałością układów połączonych przez tzw. wiązania rydbergowskie, naturą wiązania nadmiarowego elektronu przez jony obojnacze, możliwościami magazynowania energii w związkach o odwróconej polarności oraz wpływem efektu przeniesienia ładunku na stabilność elektronową anionów molekularnych. Razem z J. Simonsem opisał rolę i znaczenie bariery kulombowskiej w kontekście stabilności wielokrotnie naładowanych anionów molekularnych oraz opracował model umożliwiający oszacowanie wysokości tego typu barier i określenie czasu życia metastabilnych wielokrotnie naładowanych anionów. Ponadto, wraz ze współpracownikami z Henry Eyring Center for Theoretical Chemistry, zaproponował mechanizm powstawania uszkodzeń DNA wywoływanych przez niskoenergetyczne elektrony wtórne, a w okresie późniejszym uczestniczył też w opracowaniu teoretycznego opisu niektórych mechanizmów naprawczych w DNA.
W drugiej dekadzie XXI w. zajmował się badaniem niedysocjacyjnego i dysocjacyjnego przyłączania elektronu do cząsteczek zamkniętopowłokowych, projektowaniem silnie związanych anionów superhalogenowych, określaniem mechanizmów reakcji polimeryzacji i kopolimeryzacji układów opartych na parylenie, zagadnieniem funkcjonalizacji molekuł (m.in. tlenków metali oraz pochodnych ksylenu), a także modelowaniem procesów redoks zachodzących w domieszkowanych cieczach jonowych. W ostatnich latach wraz ze swoim zespołem badawczym zaproponował nieznany dotychczas czterofunkcyjny niebiałkowy aminokwas umożliwiający tworzenie wzajemnie przenikających się struktur peptydowych, a także zaprojektował szereg nowych superkwasów Lewisa-Brønsteda, określając jednocześnie ich moc, stabilność i możliwości zastosowań w katalizie reakcji chemicznych.

## Wybrane publikacje
- The Contribution of Electron Correlation to the Stability of Dipole-Bound Anionic States, "Physical Review A", vol. 54, 1996, p. 1906-1909 (wraz z M. Gutowskim i in.).
- On the Possibility of Binding of Two Electrons to Dipole Potentials, "International Journal of Quantum Chemistry", vol. 76, 2000, p. 197-204 (wraz z M. Gutowskim i J. Simonsem).
- An Unstable Anion Stabilized in a Molecular Trap, "The Journal of Physical Chemistry A", vol. 104, 2000, p. 712-717 (wraz z J. Simonsem).
- A Dipole-Bound Dianion, "The Journal of Chemical Physics", vol. 112, 2000, p. 6563-6570 (wraz z J. Simonsem).
- (MgO)n–(n=1-5) Clusters. Multipole-Bound Anions and Photodetachment Spectroscopy, "Physical Review Letters", vol. 85, 2000, p. 3145-3148 (wraz z M. Gutowskim i in.).
- Repulsive Coulomb Barriers in Compact Stable and Metastable Multiply Charged Anions, "Journal of the American Chemical Society", vol. 122, 2000, p. 11893-11899 (wraz z J. Simonsem i R. Barriosem).
- Inverse Sodium Hydride. A Theoretical Study, "Journal of the American Chemical Society", vol. 125, 2003, p. 3954-3958 (wraz z J. Simonsem i A. Sawicką).
- Damage to Model DNA Fragments from Very Low Energy (< 1eV) Electrons, "Journal of the American Chemical Society", vol. 126, 2004, p. 6441-6447 (wraz z J. Simonsem i in.).
- The Roles of Electrostatics in Forming Molecular Anions and Dianions, (w:) Theoretical Prospects of Negative Ions, ed. J. Kalcher, Trivandrum 2002 (wraz z J. Simonsem).
- Enormously Large (Approaching 14 eV!) Electron Binding Energies of [HnFn+1]–(n=15,7,9,12) Anions, "Chemical Physics Letters", vol. 487, 2010, p. 19-23 (wraz z S. Frezą).
- Moderately Reactive Molecules Forming Stable Ionic Compounds with Superhalogens, Inorganic Chemistry, vol. 50, 2011, p. 6384-6391 (wraz z C. Sikorską).
- Superhalogen Oxidizers Capable of Ionizing Water Molecules, "Chemical Physics Letters", vol. 574, 2013, p. 13-17 (wraz z S. Frezą i in.).
- Double Amino Acid – A Novel Molecule Enabling Peptide Interpenetrating Structures, "Chemical Physics Letters", vol. 599, 2014, p. 34-37 (wraz z S. Frezą i M. Marchaj).
- Mechanisms of Carbon Monoxide Hydrogenation Yielding Formaldehyde Catalyzed by the Representative Strong Mineral Acid, H2SO4, and Lewis-Brønsted Superacid, HF/AIF3, "Physical Chemistry Chemical Physics", vol. 19, 2017, p. 18047-18054 (wraz z M. Czaplą i O. Rybacką).
- Dissiociative Electron Attachment to HGaF4 Lewis-Brønsted Superacid, "Physical Chemistry Chemical Physics", vol. 20, 2018, p. 21739-21745 (wraz z J. Simonsem i M. Czaplą).

## Nagrody i wyróżnienia
- Nagroda naukowa I stopnia Rektora Uniwersytetu Gdańskiego za lata: 1995, 1997, 2000, 2010, 2014, 2017
- Nagroda naukowa Premiera Rzeczypospolitej Polskiej za rozprawę habilitacyjną w 2002 r.
- Nagroda specjalna Rektora Uniwersytetu Gdańskiego w 2005 r.
- Indywidualna nagroda naukowa Ministra Edukacji Narodowej i Sportu w 2004 r.
- Zespołowa nagroda naukowa Ministra Edukacji Narodowej w 1997 r.
- Stypendium indywidualne Quantum Theory Project na Uniwersytecie Florydy (USA) w 2001 r.
- Stypendium indywidualne Fundacji na rzecz Nauki Polskiej w 1997 r.
- Nagroda Gdańskiego Towarzystwa Naukowego za najlepszą rozprawę doktorską w dziedzinie nauk matematyczno-fizyczno-chemicznych w 1998 r.
- Brązowy Medal za Długoletnią Służbę w 2009 r.[12]

## Życie prywatne
Pochodzi z polskiej rodziny przymusowo przesiedlonej ze Lwowa w wyniku II wojny światowej. Żonaty z Joanną (z domu Weis). Posiada z tego małżeństwa dwójkę dzieci: Marka (ur. 1995) i Ingę (ur. 2006).